# Nampa, Alberta
Nampa är en ort i Kanada.   Den ligger i provinsen Alberta, i den centrala delen av landet, 3 100 km väster om huvudstaden Ottawa. Nampa ligger 574 meter över havet och antalet invånare är 360.
Terrängen runt Nampa är platt. Trakten runt Nampa är nära nog obefolkad, med mindre än två invånare per kvadratkilometer.. Nampa är det största samhället i trakten.
Trakten runt Nampa består till största delen av jordbruksmark.